# Sture Hasslow
John Sture Hasslow, född 20 oktober 1912 i Kviinge församling, Kristianstads län, död 26 januari 2000 i Lund, var en svensk jurist.
Hasslow avlade juris kandidatexamen vid Lunds universitet 1937, genomförde tingstjänstgöring 1937–1939 och blev fiskal i Göta hovrätt 1941. Han var sekreterare i Statens livsmedelskommission 1942–1943, tingssekreterare 1944–1947, blev adjungerad ledamot i Göta hovrätt 1947 och i Hovrätten för Västra Sverige 1948 samt utsågs till assessor där 1949. Hasslow var tillförordnad revisionssekreterare 1953–1954 och hovrättsråd, tillika vice ordförande på avdelning, i Hovrätten för Nedre Norrland 1954–1956. Sture Hasslow var häradshövding i Sevede och Tunaläns domsaga 1956–1967 och i Frosta och Eslövs domsaga 1967–1970 samt lagman i Eslövs tingsrätt 1971–1978. Han var ledamot av Linköpings domkapitel 1960–1967 samt av Lunds domkapitel 1971–1979.
Sture Hasslow var son till kyrkoherden Olof Hasslow och Anna, född Olsson. Han gifte sig 1946 med Margareta Colliander (1914–1980), dotter till kontraktsprosten Gunnar Colliander och Signe, född Warholm. Makarna Hasslow är begravda på Östra kyrkogården i Lund.